# 파커 51

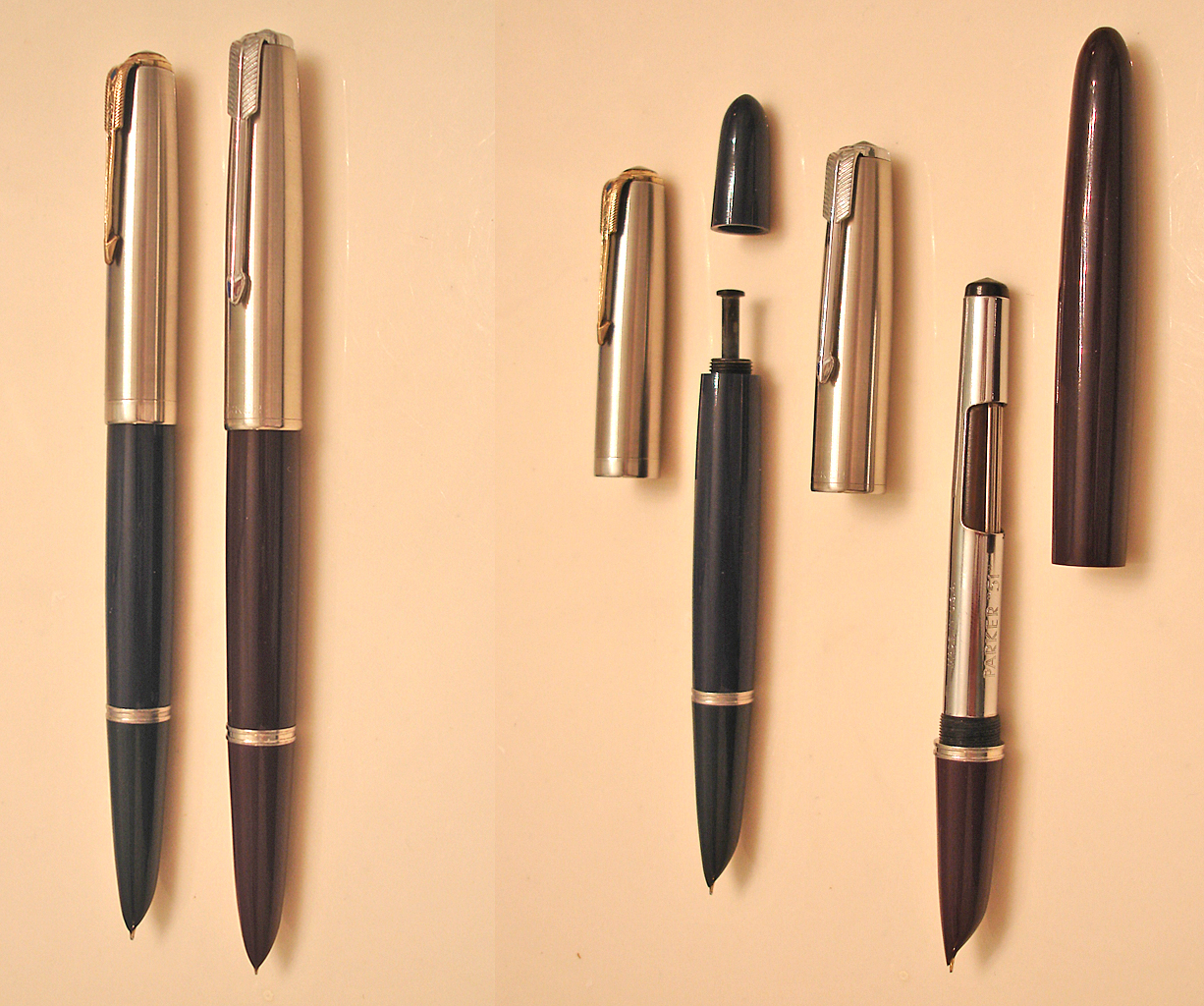
배큐메틱 및 에어로메트릭 잉크 주입 방식의 파커 51

Parker 51은 파커에서 생산한 만년필이다. 1941년에 처음 출시되었으며 파커는 제 2차 세계 대전 중 미국 민간 시장을 위한 소비재 생산 제한을 시사하는 슬로건인 "세계에서 가장 원하는 펜"이라고 마케팅했다. 전쟁 중 파커의 지속적인 광고는 전쟁이 끝난 이후에도 수년동안 인기를 얻게 되었다.
이 펜과 잉크는 펜 개발이 완료된 연도이며 회사의 51주년인 1939년을 기념하여 51로 명명되었으며, 디자인이 특허출원 되었다.. 펜에 이름 대신 숫자를 부여함으로써 파커는 만년필의 이름을 다른 언어로 번역하기 어렵다는 문제를 해결했다.

## 디자인과 역사
파커 51은 1972년까지 생산주기 전반에서 일련의 수정을 거쳐 생산되었다.
파커 51은 당시 혁신적이었다. 특히 후디드 닙, tubular 닙 및 multi-finned collector 등의 여러 새로운 기능 디자인을 통해 펜의 전용 잉크와 함께 작동하도록 설계되었다. 이를 통해 tubular 닙이 젖어 있도록 하고 초고속 건조 51잉크 또는 기존 잉크로 균일한 선을 그을 수 있다. 초기 모델은 배큐메틱 필러를 사용했다.
충전 시스템은 에어로메트릭 필러의 도입으로 1948년에 재설계되었다. 이 충전 시스템은 "Pli-Glass" 쌕의 압력 막대를 눌러 작동한다.
또한 파커는 51잉크를 재개발하여 알칼리도를 낮추고 다양한 색상을 도입한 잉크를 슈퍼크롬 (Superchrome)이라고 불렀다. 51 잉크와 마찬가지로 파커 51에서만 사용해야한다는 경고도 함께 제공되었지만 경고는 더 조심스러웠다.
파커 51은 노스아메리칸 P-51/F-51 머스탱 전투기의 이름을 따서 명명되지 않았다. 그러나 파커는 광고에서 펜과 비행기를 비교함으로써 이름이 가진 우연의 일치를 이용했다.

## 잉크
Parker 51 전용으로 제조된 특수 잉크는 개선 과정이 있었다. 일단 초기 잉크는 알칼리성이 높았으며 수성이지만 상당한 양의 이소프로필 알코올도 포함했다. 이 초기 잉크는 파커 51과 함께 1941년에 51 잉크로 출시되었다. 파커는 잉크를 파커 51에서만 사용할 수 있다고 캡, 레이블 및 상자에 눈에 띄는 경고를 인쇄하는데 주의를 기울였다. 잉크의 성분은 해당 시기의 다른 만년필의 제조 재료 (예: 셀룰로이드)와 반응하여 다른 만년필에 돌이킬 수 없는 손상을 초래하기 때문이었다. 1948년에 51 잉크는 철수하고 "슈퍼 크롬 (Superchrome)" 잉크로 대체되었으며 파커는 파커 51과 그 하위 모델 인 파커 21 잉크가 여전히 다른 만년필에 해를 끼칠 것으로 안내했다. "슈퍼 크롬"은 1960년대 초에 단종되었다. Parker는 더 이상 특수 제작된 잉크를 제조하지 않지만 펜 구조는 파커 큉크와 같은 대부분의 최신 잉크에 적합하다.

## 기타
파커 51은 펜 수집가들에게 인기가 있으며, 2002년 파커는 51 Special Edition이라는 유사 모델을 발표했다. 2004년에는 더 크고 무거운 파커 100이 출시되었다.